# Nannie Porres
Nannie Ruth Porres Stener, känd som Nannie Porres, född 30 april 1939 i Stockholm, död 17 februari 2025 i Johanneshov i Stockholm, var en svensk jazz- och vissångare.

## Biografi
Nannie Porres var dotter till violinisten Herman Porres och Dina (född Lazaroff); fadern emigrerade från Lettland i början av 1900-talet, och modern från England. Nannie Porres växte upp på Södermalm i Stockholm och gick musiklinjen på Birkagårdens folkhögskola.
Porres slog igenom 1956 i kretsen runt Claes-Göran Fagerstedt och blev en av medlemmarna i gruppen Jazz Club 57, med vilken hon spelade in "Willow weep for me" (med på gruppens EP 1957). Hon medverkade också på Bernt Rosengrens LP Stockholm Dues 1965, men gav ut sin första skiva i eget namn, I Thought About You, först 1971. Med det svenskspråkiga albumet Närbild (1976) var hon den första kvinnan att belönas med Orkesterjournalens utmärkelse Gyllene skivan. Hon gav ut flera album där hon sjunger med flera av våra främsta svenska jazzmusiker. Hon samarbetade också med gitarristen Eva Möller och gav ut en skiva med henne 1983, där hon sjunger latinamerikansk musik. 
Nannie Porres var gift med Gunnar Smoliansky 1962–1974 och är mor till musikern Peter Smoliansky (Eldkvarn m.fl). Hon var en av sammanlagt tre sångare som var innehavare av statlig inkomstgaranti för konstnärer. Hon slutade framträda i 60-årsåldern på grund av ryggproblem.

## Priser och utmärkelser
- 1976 – Gyllene skivan för Närbild
- 2013 – Monica Zetterlund-stipendiet

## Diskografi
- 1971 – I Thought About You
- 1976 – Närbild
- 1977 – Kärlekens ögon
- 1977 – Medverkar på dubbel-LP:n Glimtar ur kulturprogrammen vid ABF Forum Karlstad 16–19 april 1977 (A Disc BS 770416 A-B)
- 1978 – Medverkar på LP:n Glimtar II ABF Forum Karlstad 1977 (en tredje kompletterande LP) (A Disc BS 770416 C)
- 1979 – It's True, Nannie Porres Sings Lars Gullin
- 1983 – ... och morgondagen gryr (med Eva Möller)
- 1987 – All the Things You Are
- 1992 – Nära, 1976–83 (samling)
- 1999 – Till dej

## Teater

### Roller
| År   | Roll        | Produktion                       | Regi                | Teater       |
| ---- | ----------- | -------------------------------- | ------------------- | ------------ |
| 1944 | Sara        | Innanför murarna Henri Nathansen | Carlo Keil-Möller   | Dramaten     |
| 1967 | Medverkande | Vi älskar er, revy Beppe Wolgers | Stig Ossian Ericson | Idéonteatern |